# Panteão de Caxias
Panteão de Caxias é um monumento localizado na Avenida Presidente Vargas, no Rio de Janeiro, em frente ao Palácio Duque de Caxias. Fora construído para abrigar os restos mortais de Luís Alves de Lima e Silva, Duque de Caxias, considerado patrono do exército brasileiro, e de sua esposa, Ana Luísa de Loreto Carneiro Viana, Duquesa de Caxias.
No dia 25 de Agosto de 1949, o mau tempo impediu que se realizassem as cerimônias externas, inclusive, o translado dos restos mortais do duque e da duquesa para a cripta do Pantheon; somente as solenidades internas foram feitas. No salão nobre do Palácio da Guerra, às 11 horas, o ministro Canrobert Pereira da Costa foi cumprimentado pelo ministro da Marinha de Guerra, almirante Silvio de Noronha, que fez um discurso encomiástico sobre o herói de Itororó. Às 16:30 horas, no mesmo salão nobre, houve uma solenidade em que foi distribuído as condecorações da Ordem do Mérito Militar aos oficiais que prestaram serviços relevantes a pátria. Nestas cerimônias internas os ministros representantes do Supremo Tribunal Federal, Ribeiro da Costa e Barros Barreto, participaram das homenagens, além do representante do Tribunal Superior Eleitoral, o ministro Lafayette de Andrada. Enquanto isso, os despojos do duque continuaram sob vigília na Igreja da Santa Cruz, no qual a Divisão Blindada da Zona Militar do Leste ficou incumbida na vigília do dia 25, para os outros dias foram elencados outros departamentos das forças armadas.
No dia 30 de agosto de 1949, houve, enfim, a transladação dos restos mortais do Duque de Caxias e de sua esposa. O translado para o Pantheon contou com a presença da Marinha, Aeronáutica, os poderes executivo, legislativo e judiciário, o clero, as associações religiosas, científicas e culturais, as representações diplomáticas e o povo em geral, todos se juntaram ao Exército à homenagem ao condestável da Pátria. O caminho do cortejo foi ornamentado com bandeiras nacionais. Cerca de dez mil homens foram dispostos por toda a extensão das avenidas Presidente Vargas, a partir da Praça da República, e Rio Branco, até a rua Sete de Setembro, nesta localidade e em parte da rua Primeiro de Março, onde está localizada a igreja da Santa Cruz.
Por volta das 10:00 horas o coche que trazia as urnas com os despojos chegou à Praça da República. O Presidente Dutra já se encontrava no Pantheon tendo sido recebido pelo prefeito, pelos ministros do Estado, pelo cardeal D. Jaime Câmara e por várias autoridades civis e militares. Foi montado um palanque em frente ao Pantheon, onde estavam os representantes diplomáticos e autoridades do governo, e compunham ainda, parlamentares, secretários da prefeitura e senhoras, como a esposa do prefeito Mendes Moraes. Ao lado do Pantheon e do palanque, havia alunos do Colégio Militar e do Instituto de Educação, os primeiros, com a chegada do coche soltaram 3000 pombos. Esquadrilhas de aviões da Força Aérea Brasileira (FAB) sobrevoaram o local assistidos a esta altura por uma ingente multidão que estava acompanhando o cortejo que mobilizou toda a cidade. Em seguida, as urnas foram levadas à entrada do Pantheon pelos soldados da Polícia do Exército que passou para o destacamento dos Dragões da Independência, que levou as urnas para a cripta do Pantheon. Além das urnas com os restos mortais do duque e da duquesa, foram levadas, para o interior do Pantheon, as cópias dos laudos da exumação e da perícia realizada nos despojos. 